# Carol Burnett Award

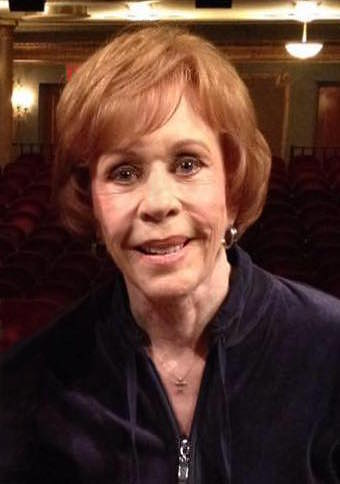
Namensgeberin und erste Preisträgerin: Carol Burnett

Der Carol Burnett Award wird seit 2019 von der Hollywood Foreign Press Association (HFPA) als Anerkennung für das Lebenswerk eines Fernsehschaffenden verliehen (an Filmschaffende wird seit 1952 der Cecil B. DeMille Award vergeben). Jedes Jahr wird der Preisträger vor der Verleihung des Golden Globe Awards bekannt gegeben und bei der anschließenden Preisverleihung geehrt. Der Name der Auszeichnung erinnert an die erste Preisträgerin, die US-amerikanische Schauspielerin, Komikerin und Autorin Carol Burnett. Bislang wurden nur US-amerikanische Künstler prämiert.

## Preisträger
- 2019: Carol Burnett, Schauspielerin, Komikerin und Autorin
- 2020: Ellen DeGeneres, Schauspielerin, Moderatorin, Komikerin und Autorin.
- 2021: Norman Lear, Autor und Produzent
- 2022: Preis nicht vergeben
- 2023: Ryan Murphy, Drehbuchautor, Regisseur und Produzent
- 2024: Preis nicht vergeben
- 2025: Ted Danson, Schauspieler[2]